# Ка дел Каво (Ређо Емилија)
Ка дел Каво је насеље у Италији у округу Ређо Емилија, региону Емилија-Ромања.
Према процени из 2011. у насељу је живело 75 становника. Насеље се налази на надморској висини од 674 м.